# Brooks, Maine
Brooks är en kommun i Waldo County i delstaten Maine, USA.